# Drapeau de l'Ossétie du Sud-Alanie
Le drapeau de l'Ossétie du Sud-Alanie est à rapprocher du drapeau de la république russe d'Ossétie du Nord-Alanie. L'Ossétie du Sud-Alanie constitue une république séparatiste sur le territoire de la république de Géorgie mais n'est pas reconnue par l'ONU. Actuellement, la région est incluse dans la région de Kartlie intérieure
Le drapeau en lui-même est constitué de trois bandes horizontales :
- le blanc, symbolisant l'intelligence ;
- le rouge, pour le courage et la vertu militaire ;
- le jaune, pour la prospérité et la richesse.

Le pavillon a été décrit dans la constitution du 26 novembre 1990 et confirmé par la loi sur les emblèmes nationaux du 30 mars 1992.